# Nigérie na Letních olympijských hrách 1996
Nigérie se účastnila Letní olympiády 1996. Zastupovalo ho 65 sportovců (49 muži a 16 žen) v 9 sportech.

## Medailisté
| Medaile | Jméno | Sport    | Soutěž                         |
| ------- | --- | -------- | ------------------------------ |
| Zlato   | Chioma Ajunwa | Atletika | Ženy skok do dálky             |
| Zlato   | Daniel Amokachi Emmanuel Amuneke Tijani Babangida Celestine Babayaro Emmanuel Babayaro Teslim Fatusi Victor Ikpeba Dosu Joseph Nwankwo Kanu Garba Lawal Abiodun Obafemi Kingsley Obiekwu Uche Okechukwu Jay-Jay Okocha Sunday Oliseh Mobi Oparaku Wilson Oruma Taribo West Trenér:Jo Bonfrere | Fotbal   | Turnaj mužů                    |
| Stříbro | Falilat Ogunkoya Bisi Afolabi Charita Opara Fatima Yusuf | Atletika | Ženy štafeta 4 × 400 m         |
| Bronz   | Falilat Ogunkoya | Atletika | Ženy běh na 400 m              |
| Bronz   | Mary Onyaliová | Atletika | Ženy běh na 200 m              |
| Bronz   | Duncan Dokiwari | Box      | Muži váha supertěžká nad 91 kg |